# Volkswagen Autoeuropa
A Volkswagen Autoeuropa, em Palmela, uma das unidades de produção que a Volkswagen tem em 14 países, é o maior investimento estrangeiro em Portugal, sendo uma fábrica de automóveis multiproduto e multimarca — são aqui produzidos os modelos T-Roc, Sharan e SEAT Alhambra.
Esta fábrica de Palmela concluiu o ano de 2018 com 5800 colaboradores e 223 200 unidades produzidas. Em 2019 representou 1,6% do PIB e 75% de toda a produção automóvel em Portugal, chegando às 254 600 unidades.[carece de fontes?]

## História
Em 1991, a Volkswagen e a Ford constituíram uma joint-venture e as responsabilidades do programa foram divididas: a Volkswagen liderou o desenvolvimento do veículo e a Ford o planeamento das instalações fabris e o aprovisionamento. O valor global do investimento inicial realizado no projecto foi de 1970 Milhões de euros, montante que incluiu o desenvolvimento dos 3 modelos iniciais: “MPV” (monovolumes) de três marcas diferentes: o Volkswagen Sharan, o SEAT Alhambra e o Ford Galaxy.
Ao longo de quatro anos construiu-se uma das melhores e mais modernas unidades de produção de automóveis da Europa, com uma área total que ronda os dois milhões de metros quadrados, incluindo o parque industrial onde se fixaram alguns dos fornecedores mais importantes. A construção e o equipamento das diversas secções da fábrica fez-se com total respeito pelos padrões europeus em matéria de segurança e proteção do ambiente. A fábrica divide-se em quatro áreas principais de produção de alta tecnologia: prensagem, construção de carroçarias, pintura e linha de montagem.
Em 1999, o Grupo Volkswagen assume 100% do capital social da Volkswagen Autoeuropa. Em 2003, a empresa atinge a produção de 1 milhão de unidades e foi feito um investimento de 600 milhões de euros. Em Fevereiro de 2006 a Volkswagen Autoeuropa finaliza a produção do Ford Galaxy e inicia a produção para o mercado do Volkswagen Eos, o primeiro carro de luxo da marca Volkswagen a ser produzido em Portugal. Devido às características do novo modelo, um cabriolet com uma singular capota rígida, a Volkswagen Autoeuropa passa a funcionar com 2 linhas de produção, uma dedicada à produção dos monovolumes, Volkswagen Sharan e Seat Alhambra e outra dedicada ao cabrio Volkswagen Eos.
Em 2007 a casa-mãe anuncia mais um investimento de 541 milhões de euros que deu origem a uma série de profundas reestruturações e melhorias tecnológicas que permitiram à Volkswagen Autoeuropa ganhar mais flexibilidade estrutural para receber no futuro, numa linha única, diferentes tipos de produtos. Nesse mesmo ano atinge-se o marco histórico de 1.500.000 unidades
Desde a sua inauguração fábrica tem sido alvo de vários acordos de investimento entre a Volkswagen e o Governo Português, nomeadamente no final de 2003 e, mais recentemente, em Novembro de 2007, antecipando a vinda de novos modelos para a fábrica. Estes investimentos tiveram como objectivo a instalação de novas infra-estruturas de produção, a modernização de equipamento e formação de colaboradores de modo a tornar as linhas e métodos de produção cada vez mais eficientes e aumentar as competências.